# Mario Lozano
Mario Lozano, cuyo nombre real era Bartolomé Mariano Lozano (Buenos Aires, 13 de diciembre de 1913 - ibídem, 30 de noviembre de 2005) fue un actor argentino de cine, teatro, televisión y radio, de larga trayectoria.

## Carrera profesional
Comenzó a trabajar en teatro en 1935 en un conjunto de origen español y siguió más adelante en distintas compañías alternando con reconocidas figuras. Entre las obras más importantes en que intervino se encuentran La tercera palabra, con Elina Colomer, Amorina, con Tita Merello, El deseo bajo los olmos, con Malvina Pastorino, Los acusados y La casa sin alma, con Luisa Vehil. También trabajó en El puente, de Carlos Gorostiza.
Debutó en cine como extra en Una prueba de Cariño (1938) y su primer papel importante lo cumplió en La dama del collar (1947); Luis César Amadori lo dirigió en El barro humano (1955), El grito sagrado (1954) y Caídos en el infierno (1954), y su intervención en este último filme obtuvo excelentes críticas. Protagonizó dos películas del uruguayo Román Viñoly Barreto, Horizontes de piedra (1956) y 
La potranca (1960), obteniendo por esta última el premio al Mejor Actor en el Festival Internacional de Cine de Karlovy Vary de 1960. También filmó en España dirigido por Hugo Fregonese en Pampa salvaje (1966) y su última intervención fue en la coproducción de Brasil y Paraguay, O Toque do Oboé (1998). 
También trabajó en Radio El Mundo, dirigido por Armando Discépolo, y en televisión.

## Filmografía
Actor
- O Toque do Oboé (1998) … Sr. Soza
- Una sombra ya pronto serás (1994) …Patrón del bar
- Gatica, el mono (1993)
- Martín Fierro (inédita) (1989) …Voz
- Sur (1987) … Echegoyen
- A los cirujanos se les va la mano (1980)
- Tiro al aire (1980)
- Juventud sin barreras (1979)
- Los drogadictos (1979) …Chino
- Si se calla el cantor (1973)
- Bajo el signo de la patria (1971)
- Amalio Reyes, un hombre (1970)
- La mujer de mi padre (1968) …Simón
- Ya tiene comisario el pueblo (1967) Ramón Lucero
- Pampa salvaje (1966) …Santiago
- Orden de matar (1965) …Pascual
- Los evadidos (1964) …Carroza Schuster
- Primero yo (1964) …Cameo
- La diosa impura (1964) …Martín
- Un sueño y nada más (inédita) (1964)
- La calesita (1963) …Padrino de Raimundo
- La diosa impura (1963) …Martín
- Lindor Covas, el cimarrón (1963)
- La potranca (1960)
- El asalto (1960) …Alberto
- El dinero de Dios (1959) …Inspector Campos
- Historia de una soga (1956) …Rosales
- Horizontes de piedra (1956)
- La noche de Venus (1955)
- Bacará (1955) …Gastón
- El barro humano (1955) …Defensor
- Caídos en el infierno (1954) …Stefano
- El grito sagrado (1954)
- Mercado negro (1953) …Garrido
- María de los Ángeles (1948) …Soldado
- La dama del collar (1947) …Rogelio
- Su mejor alumno (1944)
- Una prueba de Cariño (1938) …Extra

## Televisión
- Hombre que cambió de nombre  (película) (1960)